# Mortadha Ben Ouanes
Mortadha Ben Ouanes (arab. ‏مرتضى بن وناس‎, ur. 2 lipca 1994 w Susie) – tunezyjski piłkarz występujący na pozycji lewego obrońcy w tureckim klubie Kasımpaşa SK oraz w reprezentacji Tunezji.

## Kariera klubowa

### ES Sahel
W 2010 roku dołączył do akademii ES Sahel. W 2012 roku został przesunięty do pierwszej drużyny. Zadebiutował 8 stycznia 2014 w meczu Ligue I Pro przeciwko LPS Tozeur (0:0).

### US Monastir
W styczniu 2015 roku został wysłany na wypożyczenie do klubu US Monastir. Zadebiutował 5 kwietnia 2015 w meczu Ligue I Pro przeciwko AS Djerba (1:2).

### CA Bizertin
W lipcu 2015 roku podpisał kontrakt z drużyną CA Bizertin. Zadebiutował 13 września 2015 w meczu Ligue I Pro przeciwko AS Kasserine (0:2). Pierwszą bramkę zdobył 24 grudnia 2015 w meczu ligowym przeciwko AS Marsa (1:0).

### ES Sahel
W styczniu 2018 roku dołączył do zespołu ES Sahel. Zadebiutował 25 lutego 2018 w meczu Pucharu Tunezji przeciwko CS Bembla (0:2). 6 marca 2018 zadebiutował w Afrykańskiej Lidze Mistrzów w meczu przeciwko Plateau United (4:2). W Ligue I Pro zadebiutował 31 marca 2018 w meczu przeciwko Stade Gabèsien (0:0). Pierwszą bramkę zdobył 4 kwietnia 2018 w meczu Pucharu Tunezji przeciwko AS Rejiche (0:5). 27 lutego 2019 zdobył bramkę w meczu Arabskiej Ligi Mistrzów przeciwko Al-Merreikh Omdurman (1:0). 18 kwietnia 2019 jego zespół wygrał Arabską Ligę Mistrzów zwyciężając w finale z Al-Hilal (1:2). 18 sierpnia 2019 wystąpił w finale Pucharu Tunezji, w którym jego zespół przegrał z Club Sportif Sfaxien (0:0, k. 4:5). W sezonie 2018/19 jego drużyna zajęła drugie miejsce w tabeli zdobywając wicemistrzostwo Tunezji. 29 września 2019 zdobył bramkę w meczu Afrykańskiej Ligi Mistrzów przeciwko Asante Kotoko SC (3:0). Pierwszą bramkę w lidze zdobył 2 października 2019 w meczu przeciwko JS Kairouan (2:0).

### Kasımpaşa SK
2 lipca 2021 roku podpisał kontrakt z klubem Kasımpaşa SK. Zadebiutował 14 sierpnia 2021 w meczu Süper Lig przeciwko Hataysporowi (1:1). Pierwszą bramkę zdobył 30 listopada 2021 w meczu Pucharu Turcji przeciwko Alanya Kestel (5:0). Pierwszą bramkę w lidze zdobył 16 stycznia 2022 w meczu przeciwko Giresunsporowi (0:2).

## Kariera reprezentacyjna

### Tunezja
W 2019 roku otrzymał powołanie do reprezentacji Tunezji. Zadebiutował 21 września 2019 w meczu kwalifikacji do Mistrzostw Narodów Afryki 2020 przeciwko reprezentacji Libii (1:0).

## Statystyki

### Klubowe
(aktualne na dzień 16 września 2022)
| Klub               | Sezon              | Liga               | Liga  | Liga   | Puchar kraju | Puchar kraju | CAF   | CAF    | Inne  | Inne   | Suma  | Suma   |
| Klub               | Sezon              | Liga               | Mecze | Bramki | Mecze        | Bramki       | Mecze | Bramki | Mecze | Bramki | Mecze | Bramki |
| ------------------ | ------------------ | ------------------ | ----- | ------ | ------------ | ------------ | ----- | ------ | ----- | ------ | ----- | ------ |
| ES Sahel           | 2013/14            | Ligue I Pro        | 4     | 0      | 0            | 0            | –     | –      | –     | –      | 4     | 0      |
| ES Sahel           | Ogólnie            | Ogólnie            | 4     | 0      | 0            | 0            | 0     | 0      | 0     | 0      | 4     | 0      |
| US Monastir (wyp.) | 2014/15            | Ligue I Pro        | 1     | 0      | 0            | 0            | –     | –      | –     | –      | 1     | 0      |
| US Monastir (wyp.) | Ogólnie            | Ogólnie            | 1     | 0      | 0            | 0            | 0     | 0      | 0     | 0      | 1     | 0      |
| CA Bizertin        | 2015/16            | Ligue I Pro        | 25    | 5      | 2            | 1            | –     | –      | –     | –      | 27    | 6      |
| CA Bizertin        | 2016/17            | Ligue I Pro        | 22    | 0      | 1            | 0            | –     | –      | –     | –      | 23    | 0      |
| CA Bizertin        | 2017/18            | Ligue I Pro        | 6     | 0      | 0            | 0            | –     | –      | –     | –      | 6     | 0      |
| CA Bizertin        | Ogólnie            | Ogólnie            | 53    | 5      | 3            | 1            | 0     | 0      | 0     | 0      | 56    | 6      |
| ES Sahel           | 2017/18            | Ligue I Pro        | 3     | 0      | 3            | 2            | 4     | 0      | –     | –      | 10    | 2      |
| ES Sahel           | 2018/19            | Ligue I Pro        | 13    | 0      | 5            | 1            | 0     | 0      | 2     | 1      | 20    | 2      |
| ES Sahel           | 2019/20            | Ligue I Pro        | 20    | 5      | 2            | 1            | 10    | 1      | 0     | 0      | 32    | 7      |
| ES Sahel           | 2020/21            | Ligue I Pro        | 19    | 2      | 2            | 0            | 9     | 0      | –     | –      | 30    | 2      |
| ES Sahel           | Ogólnie            | Ogólnie            | 55    | 7      | 12           | 4            | 23    | 1      | 2     | 1      | 92    | 13     |
| Kasımpaşa SK       | 2021/22            | Süper Lig          | 23    | 3      | 3            | 3            | –     | –      | –     | –      | 26    | 6      |
| Kasımpaşa SK       | 2022/23            | Süper Lig          | 4     | 0      | 0            | 0            | –     | –      | –     | –      | 4     | 0      |
| Kasımpaşa SK       | Ogólnie            | Ogólnie            | 27    | 3      | 3            | 3            | 0     | 0      | 0     | 0      | 30    | 6      |
| Ogólnie w karierze | Ogólnie w karierze | Ogólnie w karierze | 140   | 15     | 18           | 8            | 23    | 1      | 2     | 1      | 183   | 25     |

### Reprezentacyjne
(aktualne na dzień 16 września 2022)
| Reprezentacja | Rok     | Mecze | Bramki |
| ------------- | ------- | ----- | ------ |
| Tunezja       |         |       |        |
| 2019          | 2       | 0     |        |
| 2022          | 1       | 0     |        |
| Ogólnie       | Ogólnie | 3     | 0      |

| Mecze i gole w reprezentacji | Mecze i gole w reprezentacji | Mecze i gole w reprezentacji | Mecze i gole w reprezentacji | Mecze i gole w reprezentacji | Mecze i gole w reprezentacji | Mecze i gole w reprezentacji | Mecze i gole w reprezentacji       |
| Lp.                          | Data                         | Miejsce                      | Gospodarz                    | Gość                         | Wynik                        | Gol                          | Rozgrywki                          |
| ---------------------------- | ---------------------------- | ---------------------------- | ---------------------------- | ---------------------------- | ---------------------------- | ---------------------------- | ---------------------------------- |
| 1.                           | 21.09.2019                   | Radis                        | Tunezja                      | Libia                        | 1:0                          |                              | el. Mistrzostw Narodów Afryki 2020 |
| 2.                           | 20.10.2019                   | Sala                         | Libia                        | Tunezja                      | 1:2                          |                              | el. Mistrzostw Narodów Afryki 2020 |
| 3.                           | 25.03.2022                   | Bamako                       | Mali                         | Tunezja                      | 0:1                          |                              | el. MŚ 2022                        |

## Sukcesy

### ES Sahel
- Wicemistrzostwo Tunezji (2×): 2018/2019, 2020/2021
- Arabska Liga Mistrzów (1×): 2018/2019